# Mateo Pavlović
Mateo Pavlović (Mostar, Bosnia-Herzegovina, 9 de junio de 1990) es un futbolista bosnio-croata que juega como defensa en el N. K. Rudeš de la Primera Liga de Croacia.

## Trayectoria
Mateo dio sus primeros pasos en el fútbol en las divisiones menores del Dinamo Zagreb y luego se unió al NK Zagreb, club en el cual progresó a través del sistema juvenil hasta hacerse un nombre en el primer equipo. El 9 de noviembre de 2008 debutó de manera profesional, siendo titular en la derrota por 4-0 frente a Hajduk Split en un encuentro de la Prva HNL. Su continuidad fue mayor, sobre todo en las tres últimas temporadas que permaneció en el club croata, disputando varios partidos de liga y copa.
En abril de 2011, la revista deportiva croata Sportske novosti publicó que agentes de clubes como el Bayern Múnich, Werder Bremen, Stuttgart y Zenit de San Petersburgo lo habían estado observando en sus últimos partidos. En mayo, el periódico 24sata, también del mismo país, alegó que el agente y exfutbolista Christian Karembeu había grabado al futbolista para recomendarlo a clubes de la Ligue 1.
El 17 de diciembre de 2012, el conjunto alemán Werder Bremen, anunció el traspaso de Pavlović, quien formará parte del equipo hasta el 30 de junio de 2016.

## Selección nacional
Pavlović ha representado a Bosnia y Herzegovina en la categoría sub-17 y a Croacia en las categorías sub-19, sub-20 y sub-21, con la cual debutó en un amistoso con victoria por 2-1 ante Eslovenia. En total disputó nueve partidos y anotó un gol.
Aún no ha representado a ninguna selección de mayores, pero puede optar por Croacia o Bosnia y Herzegovina.

## Clubes
| Club                         | País     | Año       |
| ---------------------------- | -------- | --------- |
| N. K. Zagreb                 | Croacia  | 2008-2012 |
| Werder Bremen                | Alemania | 2013-2016 |
| Ferencváros T. C. (cedido)   | Hungría  | 2014-2015 |
| Angers S. C. O.              | Francia  | 2016-2021 |
| Amiens S. C.                 | Francia  | 2021-2022 |
| H. N. K. Rijeka              | Croacia  | 2022-     |
| A. S. Saint-Étienne (cedido) | Francia  | 2023      |
| N. K. Rudeš (cedido)         | Croacia  | 2023-     |

## Palmarés

### Títulos nacionales
| Título                     | Club              | País    | Año  |
| -------------------------- | ----------------- | ------- | ---- |
| Copa de Hungría            | Ferencváros T. C. | Hungría | 2015 |
| Copa de la Liga de Hungría | Ferencváros T. C. | Hungría | 2015 |